# アンチェインブレイズ エクシヴ
『アンチェインブレイズ エクシヴ』は、フリューから2012年11月29日に発売されたニンテンドー3DSおよびPlayStation Portable用ゲームソフト。 	

## 概要
フリューのダンジョン探索型RPGシリーズ『アンチェインブレイズ』の第2作で、2011年にリリースされた『アンチェインブレイズ レクス』の続編。本作でもキャラクターデザイナーに各界のイラストレーター・漫画家が起用されているが、起用デザイナーは森沢晴行を除き前作からメンバーが一新されている。
モンスターを仲間（フォロワー）にできる「アンチェイン」や、スキルマップによるキャラクター育成などシステム面は前作『レクス』のものをほぼ踏襲している。本作からの新たなシステムとして、2人のパーティーキャラクター（マスター）で行う特殊攻撃「アルティメットバースト」やフォロワーとのコミュニケーション要素が加わった。

## キャラクター

### パーティーキャラクター
リュウガ
声 - 宮野真守、イラスト：ヤスダスズヒト
本作の主人公で、かつて世界を滅亡寸前に追いやったという伝説の竜族「ウロボロス族」の最後の生き残り。自らの呪われた運命を変えるべく、「ティターン」に挑む。
ディアーネによれば、「ウロボロス族」はドラゴン界に言い伝えられている伝説では幻の“戦闘”種族で、戦闘力が高すぎて世界を滅ぼしかけたため、女神クリューネアに調伏された。成体になると、理性を無くし、ただ破壊を繰り返すだけの生き物になる。正体を隠していたのは、明かすと人が離れて行ったり、殺されそうになるからである。幼生体でも卵を産めるので子孫が残ってゆく。
「ウロボロス族」は生まれた時から「指輪」をしていて、それと対になる「指輪」を持って生まれ、その指輪は装備している者と心を通わせた者だけがつけることができるが、それは、ウロボロスに捧げられる“生贄”になる。「ウロボロス族」の者が成体（成体になるとすぐに死ぬから）になるまで、ウロボロスを沈めるために付き合わなくてはならない。
実は「ウロボロスの指輪」は呪いなどではなく、幼生体が成体になるのを抑えるものだった。
ソフィア
声 - 水樹奈々、イラスト：森沢晴行
本作のヒロイン。失われた自身の記憶を取り戻すために旅をしている。時折気位の高い言動を見せるが、極度の方向音痴。その正体は、世界を統べる女神・クリューネアがゾディアスに封印される際に生みだした化身である。
ヒルダ
声 - 三上枝織、イラスト：コザキユースケ
本作のもう一人のヒロインで、二刀流の魔剣を操る少女。黒騎士からは呼び捨てにされ、ザガンやアスタロトからは「ヒルダお嬢様」や「お嬢様」、ベリアルからは「お嬢」、シャックスからは「ファザコンぶす」と呼ばれており、シャックスからの呼び方には激怒していた。
「男になる」という願いのため女神を探しているが、それ以外の素性を明かそうとはしない。
その正体はアビス五神将とは異なり、黒騎士=混沌の王「デスオルクス」によって創り出された純粋なネメシス族の1人で、混沌の王の魔力が具現化されて、命を宿した存在である「混沌の姫」。混沌の王の魔力と交わって、“混沌の御子”を身ごもり、産まなくてはならず、もしヒルダが死んでも、また混沌の王が新しい娘を作るから、死ぬという願いは受け付けず、ゆえに混沌の王との御子（実際には混沌の王が実体化するための身体）を産めないように、自分が魔力を体内に留めたまま男になってしまえば御子の誕生を阻止できると考え、男になろうとしていた。
ミント
声 - 野中藍、イラスト：KEI
ハーピー族の少女で盗賊を生業に逞しく生きてきた。幼い頃に両親と生き別れており、その両親に一目逢うことが願い。境遇の似たリュウガを慕うようになる。後に登場した両親は魂の姿で、10年前に事故死したことが判明した。
エミル
声 - 津田美波、イラスト：岩崎美奈子
ヴァンパイア族の少年で、気が弱いうえに虚弱体質の吸血鬼。願いを叶えるために単身「ティターン」に臨むも、そのまま迷い込んでしまった。願いは虫歯の治療でアルクトスのティターンのアークにて叶えることができたが、レイスレッドからは驚かれたと同時に呆れられていた。
ディアーネ
声 - 白石涼子、イラスト：柴乃櫂人
前作『レクス』の主人公・ファングの子孫であるドラゴン族の王女。尊大な態度をとっているが、常に仲間を第一に考えている。「剣技だけでなく、セクシーさも武器」が信条。自分より強い男以外には惚れないらしい（ディアーネとジークの父はディアーネ以上に強かったこと、父以外、自分より強い者を見たことがないことをディアーネ自身が語っている）。 彼女の願いはフェンリル族でありながら、ドラゴン族王家の一員であるという複雑な立場にいる異母弟ジークをドラゴン族にすること。
リュウガとの会話で先祖である「竜皇」がフェニックス族の王女を娶ったという伝承があると発言していることから、前作に登場したヒロイン・ティアナの子孫とも推測される。
ソフィアやヒルダ、ミントと同様、リュウガに好意を抱いており、彼女なりのアプローチをしているが、父がジークの母を側室とした経緯とジークの苦労を知っているが故に、浮気を許す気はない。
ジーク
声 - 中井和哉、イラスト：田中久仁彦
ディアーネの弟として育てられたフェンリル族の青年。姉思いの馬鹿がつくほど真面目な性格。種族が異なりながらドラゴン族王家の一員であるという自分の立場に複雑な心境を抱いている。実はディアーネとは腹違いの姉弟で母がフェンリル族出身（ディアーネは自身の父がジークの母と浮気し、ジークの母を側室としたということを発言している）。彼もファングの子孫ということになり、リュウガとディアーネの会話で先祖である「竜皇」がフェニックス族の王女を娶ったという伝承があると発言していることから、前作に登場したヒロイン・ティアナの子孫とも推測される。
種族違いの子供の卵は、どちらかの種族として産まれる。
彼の願いは自分に関する全ての記憶を自分を知る者全てから消し去ること。ジークは姉を慕ってはいるが、母親の形見であるフェンリル族の血を誇りに思っているので、ドラゴン族にはならないと語った。
レイスレッド
声 - 中村悠一、イラスト：エナミカツミ
古の盟約により「伝説の竜族」を監視する使命を帯びた一族の末裔。冷静沈着な性格で、常に周囲を見下した態度をとる。アルクトスのティターンでソフィアとエミルと出会う。リュウガの行方を追っており、ソフィアがリュウガが身に付けていた「ウロボロスの指輪」を知っていたことから、2人に面識があると判断、3人で行動を共にする。
実はレイスレッドの一族は死神の一族でウロボロスを狩る能力を女神クリューネアに願って授かっていた。他の種族が成体となったウロボロスに滅ぼされるのを見て、世界を救うために、クリューネアにウロボロスを消してくれと願ったが、ウロボロスは滅ぼせないと言われ、代わりにウロボロスを狩る力を授かった。それが、死神一族の宿命となり、常に監視し、ウロボロスが成体になった時にすぐにその生命を絶つという役目を背負うことになったのである。しかし、その力と引き換えに、この世からウロボロスを消さないように努めるという矛盾した戒めも引き受けることになった。
レイスレッド自身は10年前に1度、願いを叶えており、その願いとは死亡率の高い病を患った知り合いの子供、すなわちリュウガの命を救うことだった。それが発覚した後はリュウガとのわだかまりもなくなった。

### 敵キャラクター

#### アビス五神将
ゾディアスの配下でリュウガ達のティターン攻略を妨害するネメシス族のエリート部隊。彼ら5人は戦闘ではモンスター形態（成体）となって戦う。その成体を撃破するとリュウガ達のフォロワーとなる。
実はネメシス族は黒騎士=混沌の王「デスオルクス」によって創り出された。混沌の王によって創られた純粋なネメシス族もいれば、シン界から堕ちた者もおり、五神将は全員、シン界から堕ちてきた者達で黒騎士から”混沌の力”を与えられている。故に五神将はゾディアスの配下ではなく、黒騎士=混沌の王「デスオルクス」の配下である。
最終的にはキートにてウェパルが、女神の大神殿にてベリアルとシャックスの2人がリュウガ達に敗れて、そのフォロワーとなり、残りの2人であるザガンとアスタロトも「異界アビス」に乗り込んできたリュウガ達に敗北、そのフォロワーとなったことにより、部隊は壊滅した。
ザガン
声 - 大場真人、イラスト：長澤真
五神将の1人でリーダー。歴戦の勇士であり、ウェパルの戦いへの衝動やシャックスとベリアルの諍いを一喝して抑えるなど、一癖も二癖もある他の4人を統率しているため、指揮官としての能力は高いが、時に堅苦しい考え方をするので他の4人からは「堅物」、特にシャックスからは「頑固ジジイ」と呼ばれて煙りたがられている。ベリアルからは「ザガンのおっさん」と呼ばれている。
初登場はブーバルのティターンのアークでウェパルと共に何かを企むような会話をしていた。
ストーリー終盤、アスタロトと共に女神クリューネアの封印体を「異界アビス」へと運び、ゾディアスに対して、用済みであることを宣告した。「異界アビス」にて黒騎士からはヒルダを生け捕りにするか、あるいは殺せと命じられていた。その後、アスタロトがリュウガ達に敗れたため、五神将最後の1人としてリュウガ達の前に立ち塞がり、交戦するが敗北、リュウガ達のフォロワーとなる。ザガンがフォロワーとなったことにより、五神将は全員がリュウガ達に撃破され、壊滅した形となった。
シャックス
声 - 斎藤佑圭、イラスト：せんむ
五神将の1人。一見、美少女だが見た目とは裏腹に、リュウガ達に対して、「外道クソムシ」と発言するなどアスタロト以外、見たもの全てを歯に衣着せぬ毒舌で切る。アスタロトを「お姉さま」と慕っているが、他の3人についてはあまり良い印象を持っておらず、ザガンのことを「頑固ジジイ」、ベリアルのことを「バトルジャンキー」、ウェパルのことを「ド腐れメス」と呼んでいる。アスタロトとの会話を遮られたことでその原因となったベリアルと言い争いになったこともあるがザガンにベリアル共々、嗜まれている。また、ヒルダと対峙した際、「ファザコンぶす」と呼び、彼女の怒りを買っている。
初登場はアルクトスのティターンのアークでアスタロトと共に何かを企むような会話をしていた。
その正体は女神クリューネアに仕える天使であった。女神の大神殿にてリュウガ達に敗れた後、正気を取り戻して自らの行ってきたことを恥じ入り、シン界には戻れないと思い、フォロワーにしてくれと言い出し、ウェパルに続き、リュウガ達のフォロワーとなる。アスタロトがリュウガ達のフォロワーになると喜びを顕わにした。
アスタロト
声 - 今野宏美、イラスト：瑞姫
五神将の1人で部隊の頭脳とも言える作戦参謀。シャックスからは姉のように慕われている。ザガンをはじめとする他の3人の愚痴を漏らすシャックスに対して、「お仲間のことを悪く言ってはいけません」と諭すなど、温厚で柔和な印象だが、その実力は五神将の中でも指折りのものである。
初登場はアルクトスのティターンのアークでシャックスと共に何かを企むような会話をしていた。
ストーリー終盤、ザガンと共に女神クリューネアの封印体を「異界アビス」へと運ぶ。その後、「異界アビス」にて黒騎士からはヒルダを生け捕りにするか、あるいは殺せと命じられていた。リュウガ達と交戦して敗北、リュウガ達のフォロワーとなった。
ベリアル
声 - 菅沼久義、イラスト：スエカネクミコ
五神将の1人。血気盛んな性格で、五神将の切込隊長的な存在。ヒルダのことを「お嬢」と呼んでいる。その性格からか、シャックスからは「バトルジャンキー」と呼ばれており、張り合う一幕もあった。
初登場はダリスのティターンのアークで、どちらの願いを叶えるかを巡ってヒルダとディアーネが交戦している所に割って入る。ディアーネに不意打ちを仕掛けたが無傷であり、更にディアーネに「ひ弱なヤツ」と言われ侮辱されたと感じ、成体となって2人と交戦するが敗北し、ヒルダに一喝（脅し）され撤退する。このヒルダに敗れたことを根に持っており、ウェパルが陥落させられた（フォロワーにされた）後に4人で集まった時に雪辱を誓っていた。
その後、女神の大神殿にてリュウガ達に敗れた後、ウェパルやシャックスと同様、自らリュウガ達のフォロワーとなる。
ウェパル
声 - 原嶋あかり、イラスト：金田榮路
五神将の1人。血を見ると興奮を抑えられない、五神将で随一の戦闘狂。敵をいたぶって倒すことに楽しみを覚えるサディスティックな性格でシャックスからは「ド腐れメス」と呼ばれる。
初登場はブーバルのティターンのアークでリーダーであるザガンと共に何かを企むような会話をしていた。この際、ザガンがリュウガとジーク、ミントの気配と強さを感じ取り、ウェパルは殺したい衝動に駆られていたが、ザガンに任務中だということで窘められている。
キートにて、リュウガ達に敗北、五神将の中で最初に陥落しリュウガ達のフォロワーとなる。

#### ボスキャラクター
ゾディアス
声 - 野島健児、イラスト：麻宮騎亜
闇の力を操り、ネメシス族であるアビス五神将を従えるリュウガ達の敵。かつては天界にてシン族を束ねる大天使であったが、反旗を翻し女神・クリューネアを封印した。
実は黒騎士に自身の欲望につけ込まれているがそのことに気付いていない。
ザガンからソフィアはクリューネアの化身であると聞かされ、女神の封印に近づけさせないために天空の大神殿の守りを固める。ウェパル、ベリアル、シャックスを撃破したリュウガ達に対して自身の正当性を語り、クリューネアの化身であるソフィアから引き離そうとするが決裂、「堕天使ゾディアス」となり交戦するも敗北、逃走するが女神の封印体が無くなっていることに愕然とする。ザガンから、女神の封印体は「異界アビス」にあることともうゾディアス自身が用済みであることを宣告される。ザガンとアスタロトが立ち去った直後にヒルダによって討たれ、消滅した。
黒騎士
声 - 古川登志夫、イラスト：天野喜孝
漆黒の甲冑に身を包んだ謎の騎士。ザガンとアスタロトが文字通り震えるほどの圧倒的な雰囲気を持つ。パーティーキャラの一人、ヒルダと深い因縁を持つ。実はヒルダをこの世界に生み出した親とも呼ぶべき存在。自身の魔力とヒルダを交わらせて、“混沌の御子”（実際は混沌の王が実体化するための身体）を産ませ、地上に君臨しようと企てている。
その正体は混沌の王「デスオルクス」で、欲望を司る存在。ゾディアスの欲望につけ込んでいた。女神クリューネアが創ったものでないたった1つの異質なモノで、実体を持たない闇の意志そのもの。ネメシス族は混沌の王によって創り出された。ヒルダもその1人であった。混沌の王によって創られた純粋なネメシス族もいれば、シン界から堕ちた者もおり、五神将は全員、シン界から堕ちてきた者達である。
ストーリー終盤、「異界アビス」にてザガンとアスタロトにヒルダについて言及し、殺して創り直すため、生け捕りにするか、あるいは殺せと命じていた。アビス五神将とゾディアスを撃破したリュウガ達の前に立ち塞がり、最終決戦の末に敗北、同時に女神クリューネアが復活し、クリューネアの新たな力により滅ぼされ、野望は潰えた。
本作のボスキャラクターである。

## その他
- サウンド - 植松伸夫（メインテーマ）、EARTHBOUND PAPAS（BGM）
- シナリオ - 火野峻志
- 演出 - 赤司俊雄
- オープニングアニメーション監督・演出・絵コンテ - 三宅和男
- オープニングアニメーション作画監督 - 北川大輔
- オープニングアニメーション制作 - ゼクシズ

## 主題歌
主題歌「LINKAGE」
歌：水樹奈々、作詞：ゆうまお、作曲：俊龍、編曲：加藤裕介
挿入歌「ココロノカケラ」
歌・作詞・作曲：霜月はるか、編曲：安瀬聖
挿入歌「Piece」
歌・作詞：mao、作・編曲：東タカゴー
挿入歌「日の当たる場所へ」
歌：織田かおり、作詞・作曲・編曲：なるけみちこ
挿入歌「プレティオラ」
歌：eufonius、作詞：riya、作・編曲：菊地創

## 関連商品
CD
アンチェインブレイズ エクシヴ VOCAL COLLECTION
2012年11月28日発売